# باريس تورز 2007
باريس تورز 2007 (بالفرنسية: Paris-Tours 2007)‏ هو سباق دراجات هوائية، وهو الموسم رقم 101 من باريس تورز، وأقيم في 14 أكتوبر 2007 ضمن سباقات برو تور 2007.
فاز بالمركز الأول أليساندرو بيتاتشي، وبالمركز الثاني Francesco Chicchi ‏، وبالمركز الثالث أوسكار فريري.

## الفائزون
| الترتيب | الفائز             |
| ------- | ------------------ |
| الفائز  | أليساندرو بيتاتشي  |
| الثاني  | Francesco Chicchi ‏ |
| الثالث  | أوسكار فريري       |